# Final da Copa Libertadores da América de 2025
A final da Copa Libertadores de 2025 será a última partida que decidirá o vencedor da Copa Libertadores de 2025. Esta será a 66ª edição da Copa Libertadores, o campeonato sul-americano de futebol continental de clubes organizado pela CONMEBOL.
Os vencedores da Copa Libertadores de 2025 se classificarão para a Copa Intercontinental da FIFA de 2025 e terão o direito de jogar contra os vencedores da Copa Sul-Americana de 2025 na Recopa Sul-Americana de 2026. Eles também se classificam automaticamente para a fase de grupos da Copa Libertadores de 2026.

## Local
Em 11 de agosto de 2025, a CONMEBOL anunciou que o Estádio Monumental de Lima foi escolhido como local da final de 2025.

## Partida

### Detalhes
| 29 de novembro de 2025 |  | – |  | Estádio Monumental, Lima |
|                        |  |   |  |                          |